# Wilhelm Achtermann
Wilhelm Theodor Achtermann (15. srpna 1799 Münster – 26. května 1884 Řím) byl německý sochař a řezbář náboženských témat, jedna z hlavních osobností sochařské skupiny německých nazarénů, činný převážně v Římě.

## Život
Narodil se v chudé rodině truhláře Theodora Achtermanna v centru Münsteru (Königstrasse 25); do školy chodil jen příležitostně a jako samouk se věnoval dřevořezbě. V osmi letech byl odeslán na statek Sandrup u Sprakelu ke svému bezdětnému strýci Johannu Heinrichovi Eßmannovi, jemuž dělal čeledína u krav, ovcí a prasat s nadějí, že hospodářství jednou zdědí. Strýc však zemřel bez závěti a teta nechala Wilhelma stále u téže práce.. Odešel až v sedmadvaceti letech. Vyučen truhlářem, dodával k otcovu nábytku řezané ozdoby. Jeho řezbářské umění na skříni chrámových varhan objevil vrchní prezident vestfálské vlády Ludwig von Vincke a doporučil Achtermanna sochaři Christianu Rauchovi, který ho roku 1833 přijal ke studiu na Akademii výtvarných umění v Berlíně. Později Achtermann přešel k profesorům Christianu Fridrichu Tieckovi, od něhož se naučil antikizující styl klasicismu a k Johannu Gottfriedu Schadowovi, celkem studoval devět let. Pro berlínskou katedrálu sv. Hedviky vytvořil svůj první kamenný reliéf, a také sádrový model sousoší Klanění tří králů, později provedený v interiéru.
Hluboce věřící katolík Achtermann od počátku tvořil jen plastiky náboženských námětů, svou uměleckou tvorbu považoval "za modlitbu, bohoslužbu a povolání od Boha". Přísně nazarénským pojetím si ve škole brzy vydobyl zvláštní postavení a zatoužil po Římě. Z Berlína odešel roku 1839 přes Carraru do Říma, kde byl finančně zajištěn jen jednoročním stipendiem, ale od počátku 40. let 19. století tam zůstal natrvalo a připojil se k německým nazarénům, vedeným Friedrichem Overbeckem, mezi nimi tehdy pobýval také Josef Führich. Později vstoupil do spolku německojazyčné komunity Campo Santo Teutonico.
Svými převážně mramorovými sochami a reliéfy zásoboval nejdříve kostely rodného Vestfálska, později i další objednavatele v Itálii. Formální provedení jeho kompozic často zůstává konvenční a chladně schematické. V Německu několik jeho stěžejních děl vzalo za své při bombardování za druhé světové války. Nejznámějším pozdním dílem je Pašijový oltář z roku 1875, který se v pražské katedrále dochoval neporušený.

## Dílo
- Klanění Tří králů, 1838–1839, sádrový model reliéfu pro tympanon katedrály sv. Hedviky v Berlíně, (poničeno při požáru 3. března 1943), rekonstruováno kolem roku 1963
- Kristus na kříži, 1842, pro vévodu z Arenbergu
- Velká Pieta, sousoší, mramor, 1844, dóm v Münsteru (zničena při bombardování 10. října 1943)
- Pieta pro pruského krále Fridricha Viléma IV.
- Snímání z kříže, sousoší z jednoho bloku mramoru, 1858, dóm v Münsteru (zničeno při bombardování 23. března 1945)[5]
- Pieta v kostele Nanebevzetí Panny Marie (Santa Maria Assunta) v obci Rocca di Papa (Lazio)
- Pieta a vlastní náhrobek v Campo Santo Teutonico v Římě, kde byl Achtermann pohřben.[6]

- Pašijový oltář, šedě žilkovaný alpský mramor, reliéfy carrarský mramor, datováno 1873. Katedrála svatého Víta, Václava a Vojtěcha v Praze, oltář stojí při východní stěně kaple sv. Ondřeje, zvané také podle hrobky a epitafů Martinická, má trojstupňovou novogotickou architekturu se vsazenými reliéfy. Na predele je v polokruhovém výklenku scéna Ukládání Krista do hrobu, po stranách niky se čtyřmi evangelisty a jejich atributy, zleva Jan, Matouš, Lukáš a Marek. Na predele je reliéf trůnící Panny Marie s Ježíškem a sv. Josefem, zleva přicházejí tři králové s doprovodem, zprava pastýři se zástupem věřících. V nástavci je mezi dvěma páry sloupků (vimperků s fiálami) vložen reliéf se scénou kalvárie se třemi kříži. Zleva na koni přijíždí setník Longin a chystá se vbodnout kopí do Kristova boku, před ním kráčí svatý Jan evangelista, u paty kříže klečí Máří Magdaléna a z pravé strany se blíží tři Marie, z nichž Kristova matka v popředí se sklání žalem. Za ní jsou dva vojáci, kteří hráli kostky o Kristovo roucho: jeden sedí a druhý s dýkou v ruce vystupuje po žebříku k ukřižovanému lotrovi po Kristově levici. Pod tím latinský nápis kurentem CONSUMATUM EST. (česky Dokonáno jest.) V lomeném oblouku nástavce je reliéf vzkříšeného Krista mezi dvěma anděly. Architektura oltáře je završena plastickou gotickou kytkou. O původu oltáře informuje latinský darovací nápis, vytesaný na spodním soklu: Anno Domini 1873 posuit Dr. Adolf. Würfel S. M. E. Praepositus (česky: Léta Páně 1875 pořídil Dr. Adolf Würfel, S(vaté) M(etropolitní) K(apituly) probošt.). Svatovítský probošt zakoupil tento oltář v Římě od autora za 40 tisíc zlatých v Římě k příležitosti oslav 900. výročí založení Svatovítské kapituly.[7]

## Památky
- Portrétní busta na radnici v Münsteru, kde byl Achtermann již za svého života jmenován čestným občanem.
- Vestfálská spisovatelka Ferdinande von Brackelová z Weldy vylíčila život Wilhelma Achtermanna v novele „Der Spinnlehrer von Carrara“ z roku 1887.
- Po Wilhelmu Achtermannovi je v Münsteru pojmenována ulice i základní škola.